# Емилия Божкова
Емилия Кирилова Божкова е български архитект.

## Биография
Родена е в град Исперих. През 1978 г. завършва архитектурния факултет на Висшия институт по архитектура и строителство. Заселва се в Пловдив от 1976 г.

### Професионално развитие и кариера
Арх. Божкова работи в ХЕИ и в Териториална проектантска организация Пловдив. Главен архитект на града през периода 1999 – 2007 г. Общ устройствен план на Пловдив 2007.
Автор на разширение на Палата 13 в Международния панаир в Пловдив, на банкови клонове в Казанлък и в Пловдив, на жилищни кооперации, офиси и търговски обекти. Научни публикации. Почетен гражданин на Пловдив от 2006 г.